# Nudes-A-Poppin'
Nudes-A-Poppin' là một cuộc thi thường niên ở Hoa Kỳ dành cho phụ nữ và nam giới khỏa thân thi đấu khiêu vũ khiêu dâm. Đây là sự kiện khỏa thân nổi tiếng nhất ở tiểu bang Indiana, được tổ chức hàng năm bắt đầu từ năm 1975.

## Lịch sử

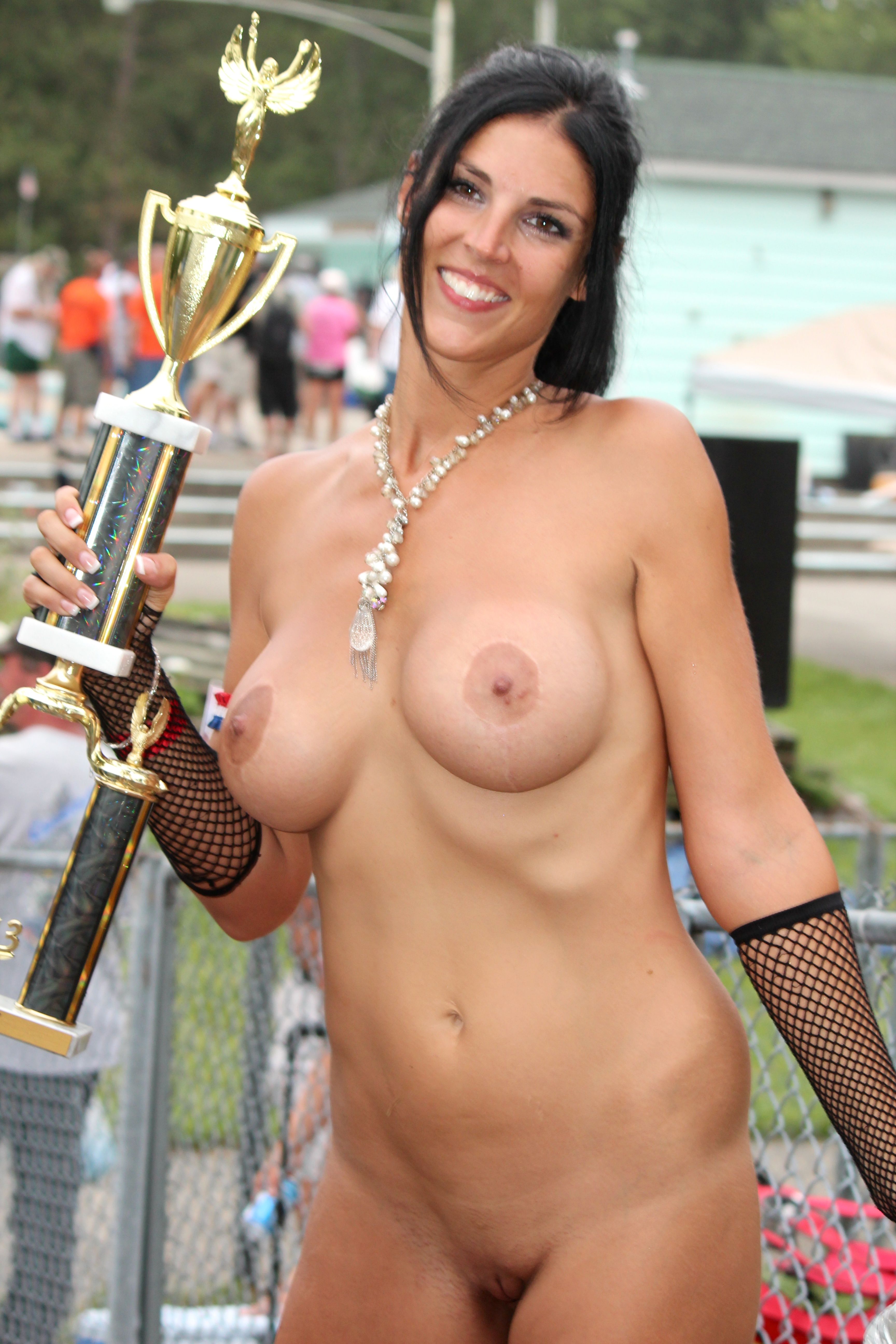
Người chiến thắng cuộc thi Hoa hậu khỏa thân, Nudes-A-Poppin' 2013

Cuộc thi Nudes-A-Poppin' được tổ chức tại Ponderosa Sun Club, một khu nghỉ dưỡng dành cho những gia đình theo chủ nghĩa khỏa thân được thành lập vào năm 1964 và tọa lạc tại Roselawn, Indiana. Sự kiện lần đầu tiên được tổ chức vào năm 1975 nhằm thu hút sự quan tâm đến khu nghỉ dưỡng và được tổ chức thường niên kể từ đó. Cuộc thi sắc đẹp "Miss Nude Galaxy" bắt đầu từ giữa những năm 70. Nudes-A-Poppin' đóng vai trò gây quỹ cho khu nghỉ mát và đóng góp đáng kể vào nền kinh tế địa phương. Trong thời gian diễn ra cuộc thi, các thành viên không vào được khu nghỉ dưỡng, mà phải  đặt mua vé tham dự riêng mới được vào. Phí tham dự sự kiện là 50 đôla vào năm 2005 nhưng đã tăng lên 60 đôla vào năm 2016. Cho đến năm 2003, có một sự kiện vào tháng 7 và một sự kiện khác vào tháng 8, nhưng từ năm 2004 Nudes-A-Poppin' chỉ tổ chức còn một ngày cuối tuần vào tháng 7.

## Sự kiện

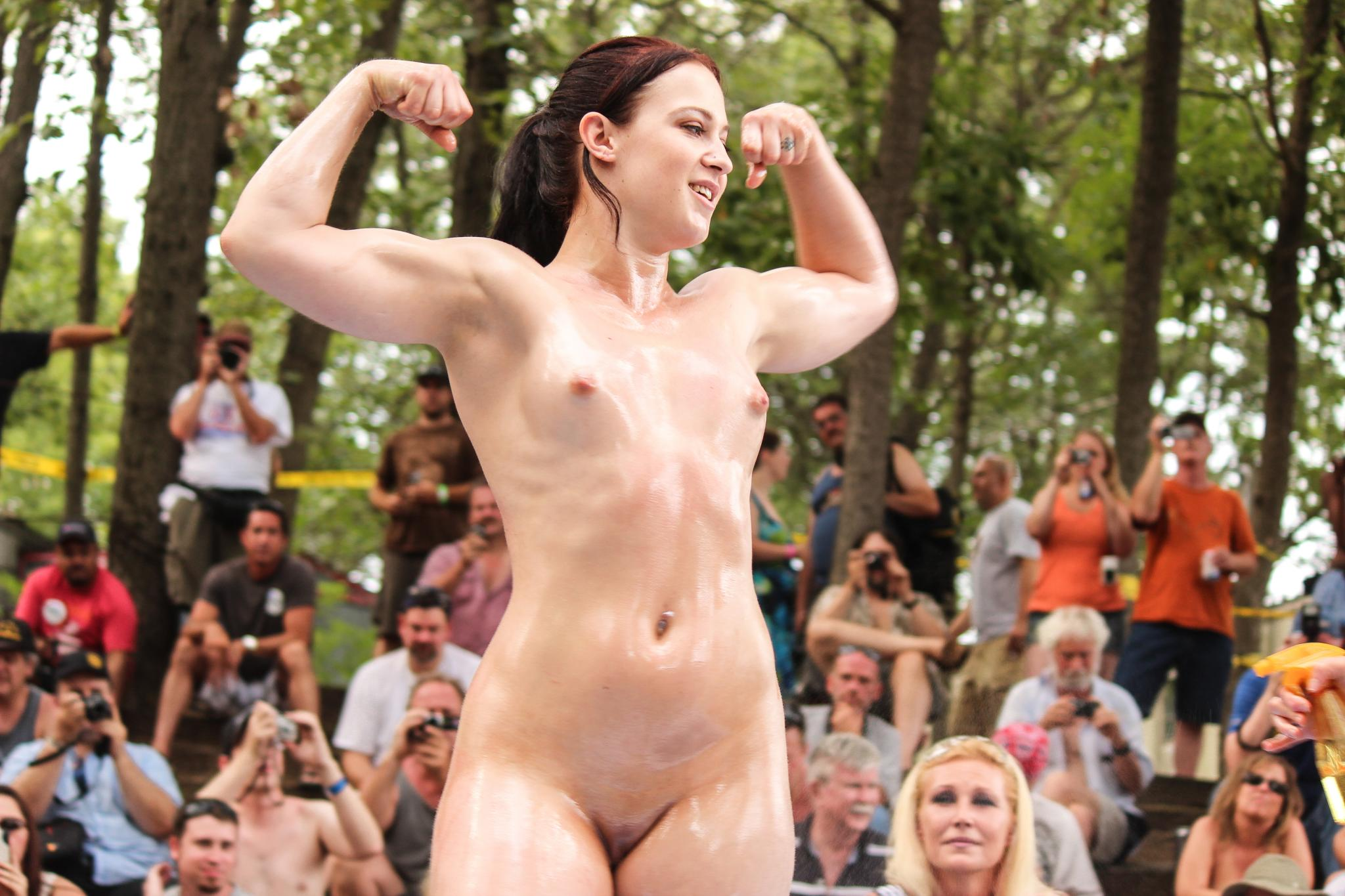
Một thí sinh đấu vật được bôi dầu tại Nudes-A-Poppin' 2012 đang uốn dẻo bắp tay của cô ấy

Các phần của sự kiện được tổ chức tại Nudes-A-Poppin' gồm thi áo thun ướt ("wet T-shirt contest") nghiệp dư, cuộc thi múa cột quyến rũ nhất, đấu vật khỏa thân bôi dầu, và nhiều cuộc thi khác. Một cuộc thi "Hoa hậu khỏa thân" ("Miss Nude") do khán giả đánh giá được tổ chức tại đây. Các danh hiệu khác nhau, như "Miss Nude Galaxy", "Miss Nude Go-Go", "Miss Nude Up & Comer", "Miss Nude Rising Star", "Miss Nude Showstopper", v.v... được trao cho các thí sinh khỏa thân.
Lou Harry, viết cho Indianapolis Monthly, lưu ý một cách rõ ràng rằng những người tham gia bị cấm quan hệ tình dục khi tham dự sự kiện hoặc biểu diễn. Hầu hết các thí sinh đều là nữ. Khán giả cuộc biểu diễn có tư cách là giám khảo và chủ yếu họ là nam giới. Chụp ảnh là một hoạt động phổ biến tại cuộc thi. Khán giả được phép chụp ảnh nhưng việc sử dụng máy quay phim phải có giấy phép.

## Người tham dự
Các ngôi sao khiêu dâm địa phương, vũ nữ thoát y và người theo chủ nghĩa khỏa thân tham gia sự kiện này, thu hút hàng nghìn khán giả. Đến năm 2017, số lượng người tham dự ước tính là khoảng 6.000 người, sự kiện cũng thu hút khán giả quốc tế. Trang web chính thức của sự kiện tuyên bố rằng "quần áo không được chấp nhận tại hồ bơi." Cựu ngôi sao khiêu dâm Ron Jeremy đã đóng vai trò như MC cho Nudes-A-Poppin' từ năm 1990 và ngôi sao Home Improvement Tim Allen, ngôi sao The Munsters Al Lewis, và John Wayne Bobbitt cũng đã tham gia tổ chức sự kiện này.

## Nhận xét
Trong danh sách có tiêu đề "Top 10: Lễ hội tình dục" do AskMen.com tổng hợp, Nudes-A-Poppin' được xếp ở vị trí thứ tư.
Bởi vì cuộc thi này có cùng tần suất cao như các lễ hội người lớn, câu lạc bộ người lớn và các hoạt động tình dục khác như khiêu vũ khiêu dâm, quan hệ tình dục nơi công cộng và chủ nghĩa phơi bày, Roselawn, Indiana trở thành địa điểm đứng đầu trong danh sách "10 Kinkiest Cities" do AlterNet.org tổng hợp.
Ponderosa Sun Club quảng bá Nudes-A-Poppin' là "Cuộc thi Người đẹp Khỏa thân Ngoài trời Lớn nhất Thế giới".